# Scopula lugubriata
Scopula lugubriata là một loài bướm đêm trong họ Geometridae.